# Hearts of Iron
Hearts of Iron é um jogo de estratégia 4x para computador desenvolvido em 2002 pela Paradox Interactive, que abrange um período histórico do ano 1936 ao 1948.
Em 4 de janeiro de 2005 foi lançado o Hearts of Iron II, enquanto o Hearts of Iron III fora lançado no mês de Agosto de 2009 e o atual jogo da franquia, Hearts of Iron IV, foi lançado 6 de Junho de 2016.

## Jogabilidade
O jogador irá controlar uma nação no mundo no período pré segunda guerra mundial, durante e imediatamente após a mesma, até o ano de 1948. O jogador deverá guiar sua nação de escolha, controlando-a economicamente, militarmente e politicamente. O jogo termina quando chega numa data limite em 1948 ou quando só resta uma das alianças.